# Volker Bouffier
Pour les articles homonymes, voir Bouffier.
Volker Bouffier, né le 18 décembre 1951 à Gießen, est un homme politique allemand membre de l'Union chrétienne-démocrate d'Allemagne (CDU).
Après avoir été président de la Junge Union de Hesse entre 1976 et 1984, il devient député au Landtag en 1982, puis secrétaire d'État du ministère régional de la Justice en 1987 et jusqu'en 1991. En 1999, avec le retour au pouvoir de la CDU dans le Land, il est nommé ministre de l'Intérieur et des Sports, et exerce les responsabilités de vice-ministre-président de 2008 à 2009.
À la suite du retrait de la vie politique de Roland Koch en 2010, il est désigné président régional de la CDU et ministre-président de Hesse. Lors des élections régionales de 2013 il maintient son parti comme première force régionale, puis il forme une coalition avec l'Alliance 90 / Les Verts (Grünen).

## Biographie

### Un jeune juriste à la CDU
Il passe son Abitur à Gießen, dans le centre de la Hesse, en 1970 et s'inscrit à l'université de la ville pour y suivre des études de droit. En 1975, il passe avec succès son premier diplôme juridique d'État et devient associé de recherche au département de droit public de la faculté de droit.
Désigné président de la Junge Union (JU) du Land de Hesse l'année suivante, il réussit son second diplôme juridique d'État en 1977. En 1978, alors qu'il entre au comité directeur régional de la CDU du Land, il s'installe comme avocat dans sa ville natale.

### Un début de carrière local
Au cours de l'année 1979, il est élu au conseil municipal de Gießen et à l'assemblée de l'arrondissement de Gießen, ainsi que vice-président du parti dans ce même arrondissement.
À l'occasion des élections régionales du 26 septembre 1982, remportées par la CDU mais qui ne dégagent aucune majorité, il se fait élire député au Landtag de Hesse. Deux ans plus tard, il renonce à la présidence de la JU et commence une activité de notaire, en complément de celle d'avocat.

### À partir de 1987, l'ascension régionale
À la suite des élections régionales anticipées du 5 avril 1987, le chrétien-démocrate Walter Wallmann est en mesure de constituer une coalition noire-jaune avec le Parti libéral-démocrate (FDP). De ce fait, Volker Bouffier est nommé secrétaire d'État du ministère de la Justice, dirigé par Karl-Heinz Koch, et renonce à toutes ses activités professionnelles. Cette même année, il devient président de la CDU dans l'arrondissement de Gießen.
Réélu député aux élections du 20 janvier 1991, alors que la majorité bascule de nouveau à gauche, il est choisi quelques mois plus tard comme vice-président régional du parti par le nouveau président, Manfred Kanther. En 1993, il renonce à son mandat de conseiller municipal.
Lorsque Roland Koch prend la succession de Kanther en 1998, il le maintient dans ses fonctions au sein de l'appareil du parti.

### Ministre de l'Intérieur de Hesse
Aux élections du 7 février 1999, le Landtag rebascule de justesse à droite. Koch, devenu ministre-président à la tête d'une nouvelle coalition noire-jaune, nomme Volker Bouffier ministre de l'Intérieur et des Sports. Il renonce à son mandat de député d'arrondissement. La CDU ayant remporté la majorité absolue lors du scrutin régional du 2 février 2003, il est maintenu à son poste.
L'année suivante, il renonce à présider le parti dans l'arrondissement de Gießen, la fédération locale le faisant alors président d'honneur.
Le résultat des élections du 27 janvier 2008 empêche de dégager une majorité. À l'ouverture de la législature, le 5 avril suivant, alors que le gouvernement reste en fonction et expédie les affaires courantes, il se voit choisi comme vice-ministre-président en remplacement de Karin Wolff, qui décide de quitter l'exécutif. À l'occasion du congrès fédéral de la CDU en décembre 2008, il est élu membre du comité directeur fédéral. Après la tenue d'un nouveau scrutin le 18 janvier 2009, il est confirmé dans ses fonctions de ministre de l'Intérieur, mais abandonne son poste de vice-ministre-président au libéral Jörg-Uwe Hahn.

### Ministre-président du Land

#### Successeur de Roland Koch
Le 25 mai 2010, Roland Koch annonce son retrait de la vie politique dans les trois prochains mois. Choisi par le comité directeur régional comme futur président de la CDU de Hesse, Volker Bouffier est élu à ce poste le 12 juin suivant, avec 96 % des suffrages exprimés. À la suite de la démission effective de Koch, Volker Bouffier est investi ministre-président le 31 août, par 66 voix sur 116 au Landtag, soit la totalité des suffrages de l'alliance au pouvoir. Le gouvernement qu'il forme comprend quatre nouveaux ministres et voit le départ du ministre des Finances Karlheinz Weimar, déjà ministre à l'époque de Walter Wallmann.
Lors du congrès fédéral de la CDU qui se tient en novembre suivant, il est élu vice-président du parti, en remplacement de Roland Koch avec 85,1 % des suffrages. Le 25 mai 2013, il est investi chef de file chrétien-démocrate pour les élections régionales du 22 septembre suivant avec 96,4 % des voix.

#### Une surprenante coalition noire-verte

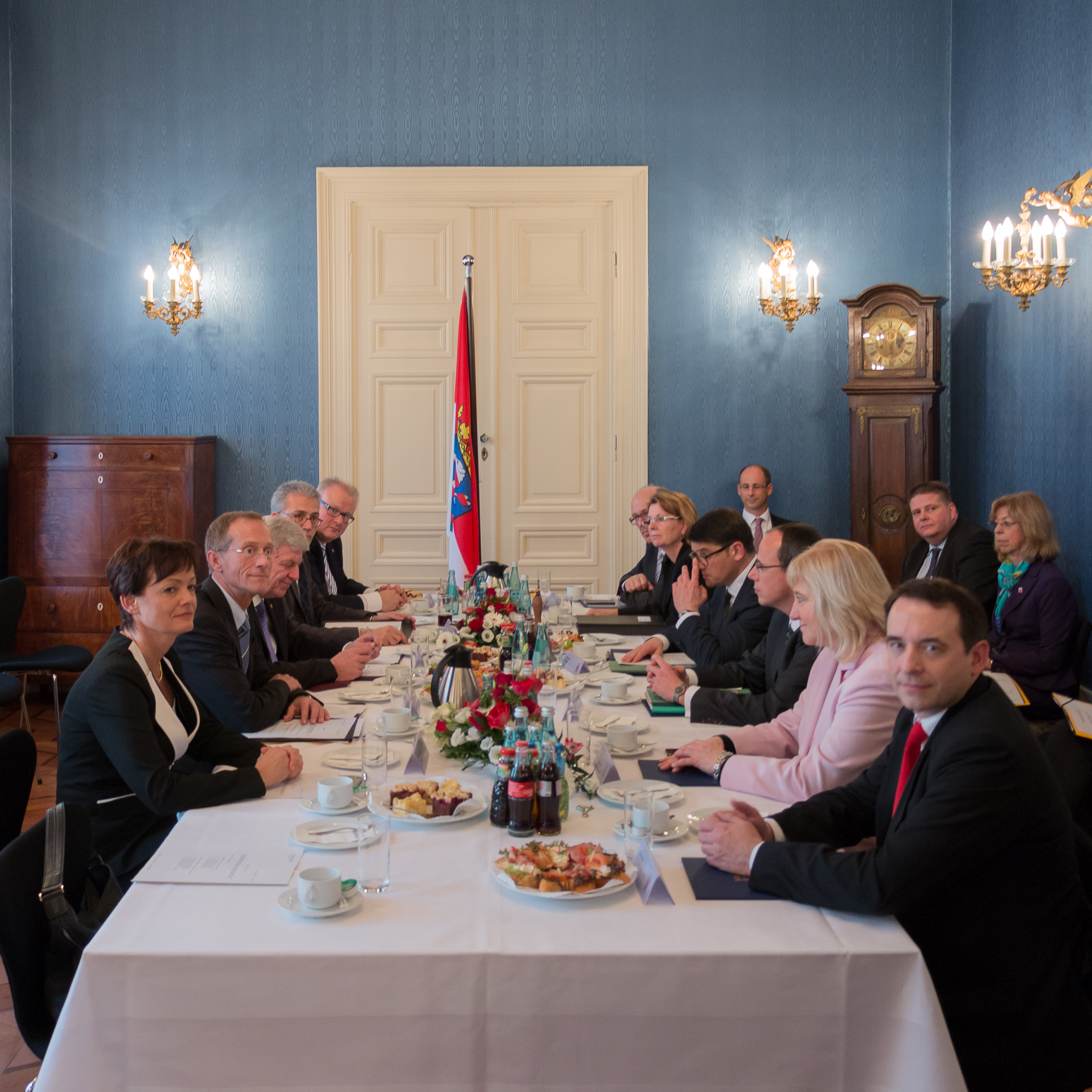
Premier conseil des ministres du cabinet Bouffier II.

À l'occasion de ce scrutin, la CDU remporte 38,3 % des voix et 47 sièges, se classant pour la quatrième fois consécutive comme la première force politique régionale. Toutefois, le très fort recul du FDP, qui atteint de justesse les 5 %, empêche la reconduction de la coalition au pouvoir. Après que le chef de file social-démocrate Thorsten Schäfer-Gümbel a échoué à constituer une alliance avec les écologistes et la gauche radicale, Bouffier entame avec lui des discussions, peu concluantes, pour mettre en place une « grande coalition ».
L'échec de ces entretiens amène la CDU à engager des discussions avec l'Alliance 90 / Les Verts (Grünen), qui se concluent sur un accord. Ainsi, le cabinet Bouffier II est formé le 18 janvier 2014 ; il comprend deux écologistes, dont Tarek Al-Wazir, désigné vice-ministre-président et ministre de l'Économie et de l'Énergie. Quelques heures auparavant, Volker Bouffier était investi pour un second mandat par 62 voix favorables, une de plus que le total de la majorité parlementaire.
Le 1er novembre 2014, il prend pour un an la présidence tournante du Conseil fédéral. À ce titre, il devient le deuxième personnage constitutionnel de l'État, juste après le président de la République fédérale, Joachim Gauck. Au mois d'octobre 2015, un peu moins d'un mois avant que ne vienne la fin de sa présidence de la chambre haute, la presse allemande estime qu'il est considéré comme un plausible candidat pour la succession de Gauck si celui-ci décidait de ne pas solliciter un second mandat en 2017 ; bien que son propre parti ait envisagé de l'investir candidat à l'élection présidentielle, Bouffier lui-même écarte cette éventualité,. 
À la suite de la démission de Horst Seehofer le 13 mars 2018, il devient le doyen des dirigeants des Länder allemands.
Il est investi pour un troisième mandat le 18 janvier 2019 par le Landtag, après avoir reconstitué une coalition noire-verte, par 69 voix pour, 66 contre et un vote nul
En février 2022, il annonce sa démission qui devient effective le 31 mai de la même année quand Boris Rhein est élu à sa succession.

### Vie privée
Marié et père de trois enfants, il est de confession protestante et d'origine huguenote.